# Anton Suter
Pour les articles homonymes, voir Suter.
Anton Suter, né le 2 mars 1863 à Wil (Saint-Gall) (originaire de Krummenau) et mort le 20 novembre 1942 à Lausanne, est une personnalité politique suisse, membre du parti ouvrier socialiste, et un pionnier du mouvement coopératif en Suisse.

## Biographie

### Origines et famille
Anton Suter naît le 2 mars 1863 à Wil, dans le canton de Saint-Gall. Il est originaire de Krummenau, dans le même canton.
Son père, Jean Christoph Suter, est inspecteur ; sa mère est née Susanna Vermeulen. 
Il épouse Berthe Ruffy, fille du conseiller fédéral radical-démocratique Victor Ruffy et sœur du conseiller fédéral radical-démocratique Eugène Ruffy. L'un de leurs enfants, Gottlieb Suter, épousera en 1923 Germaine Suter-Morax.

### Études et parcours professionnel
Après des études de droit à Berne, Lausanne et Leyde, conclues par un doctorat à Berlin en 1890, il travaille pour le Département politique fédéral en qualité d'attaché d'ambassade à Berlin et Vienne,.
Installé à Lausanne à partir de 1900, il est un pionnier du mouvement coopératif, à l'origine de la Société coopérative de consommation de Lausanne et environs, dont il assume la présidence jusqu'en 1935. Il s'inspire à cet égard des idées de Charles Gide, avec qui il se lie d'amitié.

### Parcours politique
Cofondateur de la maison du peuple de Lausanne en 1899, il est membre du parti ouvrier, et cofondateur en 1909 du parti ouvrier socialiste lausannois et vaudois, qu'il préside en 1916. Il est proche du socialiste Paul Golay.
Il est conseiller communal (législatif) de Lausanne de 1913 à 1919 et préside le conseil en 1916,. Il est en parallèle député au Grand Conseil du canton de Vaud de 1917 à 1919.
Militant pour le droit de vote des femmes, il est notamment l'auteur d'une motion au Grand Conseil en 1917, soutenue par de nombreuses associations féministes, demandant que ce droit leur soit accordé,.

### Autres activités
Mécène et musicien, il est le fondateur de l'orchestre symphonique de Lausanne en 1903, dont il assure le financement jusqu'en 1913.
Il fonde également le journal Le Grutléen, devenu plus tard Le Droit du Peuple.

### Mort
Il meurt le 20 novembre 1942 à Lausanne, à l'âge de 79 ans, au terme d'une longue maladie.

## Postérité
Une fondation Dr. Anton Suter de soutien aux enfants est créée en 1980 par Coop Suisse romande, issue de la Société coopérative de consommation de Lausanne et environs, avec le bénéfice de la vente d'une ancienne colonie de vacances à Corbeyrier. Elle versait en 2011 environ 50 000 francs de dons par an.